# Oh!昼のほっとタイム
『Oh!昼のほっとタイム』（オー ひるのほっとタイム）は、熊本放送（RKK）で、2004年3月29日から2008年3月28日まで毎週月曜日から金曜日の12:10から13:00に放送されていたラジオ番組。生放送のリクエスト番組である。

## パーソナリティ
- 原武博之（RKKラジオ局次長兼パーソナリティ）（第1週 - 2007年3月）
- 本田恭子（担当時RKKアナウンサー）（第1週 - 2004年9月）
- おのくみこ（タレント）（2004年10月 - 最終週）
- 長船なお美（タレント）（2007年4月 - 最終週）
- 青谷倫太郎（担当時RKKアナウンサー）（2007年10月 - 最終週）
- 田中洋平（タレント）（2007年10月 - 最終週）

## 備考
- 2004年10月 - 2005年9月は、『キムカズ・浩子のOh!昼もいちばん』（ - 2005年4月1日）→『Oh!昼もいちばん』（2005年4月8日 - ）を放送するため、金曜日のみ放送なし。
- 2005年10月 - 2006年3月・2006年10月 - 2007年3月は、12:50から『サウンドトラベル』を放送するため、12:50までの放送だった。
- 2005年10月 - 2008年3月は、『大沢悠里のにっぽん元気カンパニー』を放送するため、金曜日のみ短縮バージョンだった（2007年9月までは12:25から、2007年10月からは12:45までの放送）。
- 番組開始からパーソナリティ1名体制で放送していたが、2007年10月1日から最後の半年間は金曜日以外、男女2名体制で放送した。

| 熊本放送（RKKラジオ） 平日昼12時台の生番組 | 熊本放送（RKKラジオ） 平日昼12時台の生番組 | 熊本放送（RKKラジオ） 平日昼12時台の生番組 |
| 前番組                                     | 番組名                                     | 次番組                                     |
| ------------------------------------------ | ------------------------------------------ | ------------------------------------------ |
| Oh!昼です。歌謡曲                          | Oh!昼のほっとタイム                        | かたるバッ!                                |